# Хенія Сукар-Зів
Хенія Сукар-Зів або Енія Сухар (фр. Hénia Suchar, івр. חניה סוכר-זיו; (15 січня 1932, Чернівці, Румунське королівство — 5 лютого 2010, Париж, Франція) — ізраїльська та французька акторка.
Її вказують під різними прізвищами: Hénia Suchar, Hénia Ziv або Henia Sucar-Ziv.

## Життєпис
Хенія Сукар-Зів виросла в Тель-Авіві, Ізраїль, де здобула освіту класичної піаністки. Отримавши стипендію в Національній консерваторії в Парижі, вона продовжила вивчати драматичне мистецтво і розпочала акторську кар'єру. Дружина актора Жака Був'є, від якого має доньку, була супутницею кінорежисера Бернара Поля, а потім співака Жоржа Мустакі. Прожила з містобудівником Едвардом Грінбергом 35 років. Померла 5 лютого 2010 року в Парижі.
У кіно вона зіграла роль Крістіан у фільмі Робера Енріко «Лісоруби» (1965), матір Клода в автобіографічному фільмі Клода Беррі «Татове кіно» (1970) та «дружину» в першому фільмі режисера Моше Мізрахі «Клієнт мертвого сезону» (1970).
Вона також знялася у двох великих фільмах Рене Клемана (День і час 1963 року і Чи горить Париж? 1966 року).
Співачка, авторка пісень, випустила три платівки.
У фільмі «Час життя», першому повнометражному фільмі режисера Бернара Поля, вона озвучила однойменну пісню, написану для фільму співаком-піснярем Жоржем Мустакі, яку він того ж року з великим успіхом включив до свого альбому Le Métèque (1969).
Вона припинила зйомки в кіно після першого фільму Габріеля Агіона «Скарлатина» (1983). Після акторського життя Хенія, продовжила самовиражатися через гобелени, створені з переробленого текстилю, які вона виставляла у Франції та закордоном.
Президент асоціації Voiture Ville, вона просувала проєкт Domobile, нову урбаністичну концепцію, у співпраці зі своїм партнером Едвардом Грінбергом.
Хенія Сукар-Зів померла в Парижі у 2010 у віці 78 років.

## Фільмографія
- 1960: Порочне коло Макса Пекаса: Мануелла
- 1962: Диявол і десять заповідей Жульєна Дювів'є: Катрін Має
- 1963: День і час Рене Клемана: боєць опору в синьому
- 1965: Лісоруби Робера Енріко: Крістіане
- 1966: Чи горить Париж? Рене Клемана: оператор комутатора в префектурі
- 1967: Двадцять п'ята година Анрі Вернея: Нора
- 1968: Провінції (émission La Chevelure d'Atalante), реж. Роберт Мазоєр
- 1969: Le Temps de vivre Бернара Поля: голос Марини Владі (фінал)
- 1970: Клієнт мертвого сезону (Ore'ach B'Onah Metah) Моше Мізрахі: дружина
- 1970: Татове кіно Клода Беррі: мати
- 1972: Пригоди є пригоди Клода Лелуша: активістка
- 1980: Останнє метро Франсуа Трюффо: Івонна, покоївка
- 1983: Скарлатина, Габріеля Агіона: Яель